# Doge della Repubblica di Genova
Quella del doge (ligure: duxe o dûxe, pron. /ˈdyːʒe/) è stata, dal 1339 al 1797 una figura centrale del potere costituito nell'antica Repubblica di Genova. Al doge genovese, ci si rivolgeva chiamandolo, inizialmente col titolo di "eccelso", poi "illustrissimo", "eccellentissimo", ed infine, "serenissimo principe", "signore", o "altezza serenissima".
Il primo doge (o  duca sovrano e principe sovrano) eletto con carica perpetua (anche se essa non si rivelerà poi nei fatti realmente tale), fu Simone Boccanegra, chiamato a tale carica a "furor di popolo" il 23 dicembre 1339.
Questa data segna l'inizio, per l'antica repubblica marinara, dell'era storica dei dogi perpetui. 
Questo periodo si protrarrà fino al 1528 quando ne avrà inizio un secondo, detto dei dogi biennali (con carica elettiva della durata di due anni), che avrà termine - assieme al dogato - nel 1797 con l'avvento delle prime Campagne d'Italia di Napoleone Bonaparte, e quindi con l'istituzione della Repubblica Ligure nel Primo Impero francese.
La nomina di Simone Boccanegra, sostenuto dalla corrente ghibellina della città, portò alla esclusione degli esponenti del partito dei guelfi da qualsiasi carica pubblica. Ugualmente, a molte famiglie patrizie - di entrambe le parti - verrà precluso il dogato.
Contestualmente all'avvento del dogato, crebbero nuove casate (come quelle degli Adorno, dei Guarco, dei Fregoso, dei Montaldo) destinate poi a diventare con il tempo la nuova classe dominante del potere oligarchico: tali casate verranno indicati con il nome di "Cappellazzi" e si riveleranno ancor più violente e insaziabili degli aristocratici di un tempo che fino ad allora avevano, invano, cercato di raggiungere il predominio cittadino.

## I cinque periodi

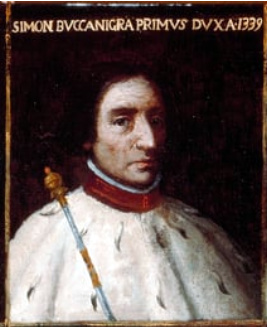
Simone Boccanegra, primo doge di Genova.

L'era dei dogi rispecchia, in realtà, solo una parte della storia della Repubblica di Genova, la cui vicenda è suddivisa convenzionalmente in cinque periodi storici repubblicani:
1. una Prima Repubblica, quella - spesso retta in forma di diarchia - dei consoli della Repubblica di Genova (a loro volta sovente suddivisi in consoli dello Stato, con funzioni di direzione politica e militare, e consoli dei Placiti, cui era demandata l'amministrazione della giustizia);
2. una Seconda Repubblica, dei podestà;
3. una Terza Repubblica, dei capitani del popolo (questi tre periodi sono compresi tra il 1099 e il 1339);
4. una Quarta Repubblica, dei dogi a vita (dal 1339 al 1527);
5. una Quinta Repubblica, dei dogi biennali (dal 1528 al 1797).

All'interno del quarto periodo, fra il 27 dicembre 1435 e il 28 marzo 1436 a reggere le sorti della città furono i cosiddetti "capitani di Libertà".

## I dogi
Per diversi dogi a vita, la carica non si rivelò esattamente tale (alcuni furono licenziati addirittura il giorno stesso della nomina), in conseguenza per lo più di sommovimenti politici che ribaltarono lo stato delle cose obbligandoli talvolta a frettolose dimissioni; accadde però che più di uno di loro fosse richiamato per una seconda volta (e talvolta una terza o quarta) a ricoprire la carica, magari in veste di governatore, in qualità di "salvatore della patria".
Nel periodo del dogato a vita, quando la città fu per diversi anni sottomessa a dominazioni esterne, fu attuata anche la formula delle cosiddette dedizioni o governatorati. Molti furono così i reggenti per dedizione (anche se in questo caso è difficile parlare di dogi) operanti per conto di signorie che avevano il controllo sulla Genova antica, come quelle sforzesca, viscontea e francese.

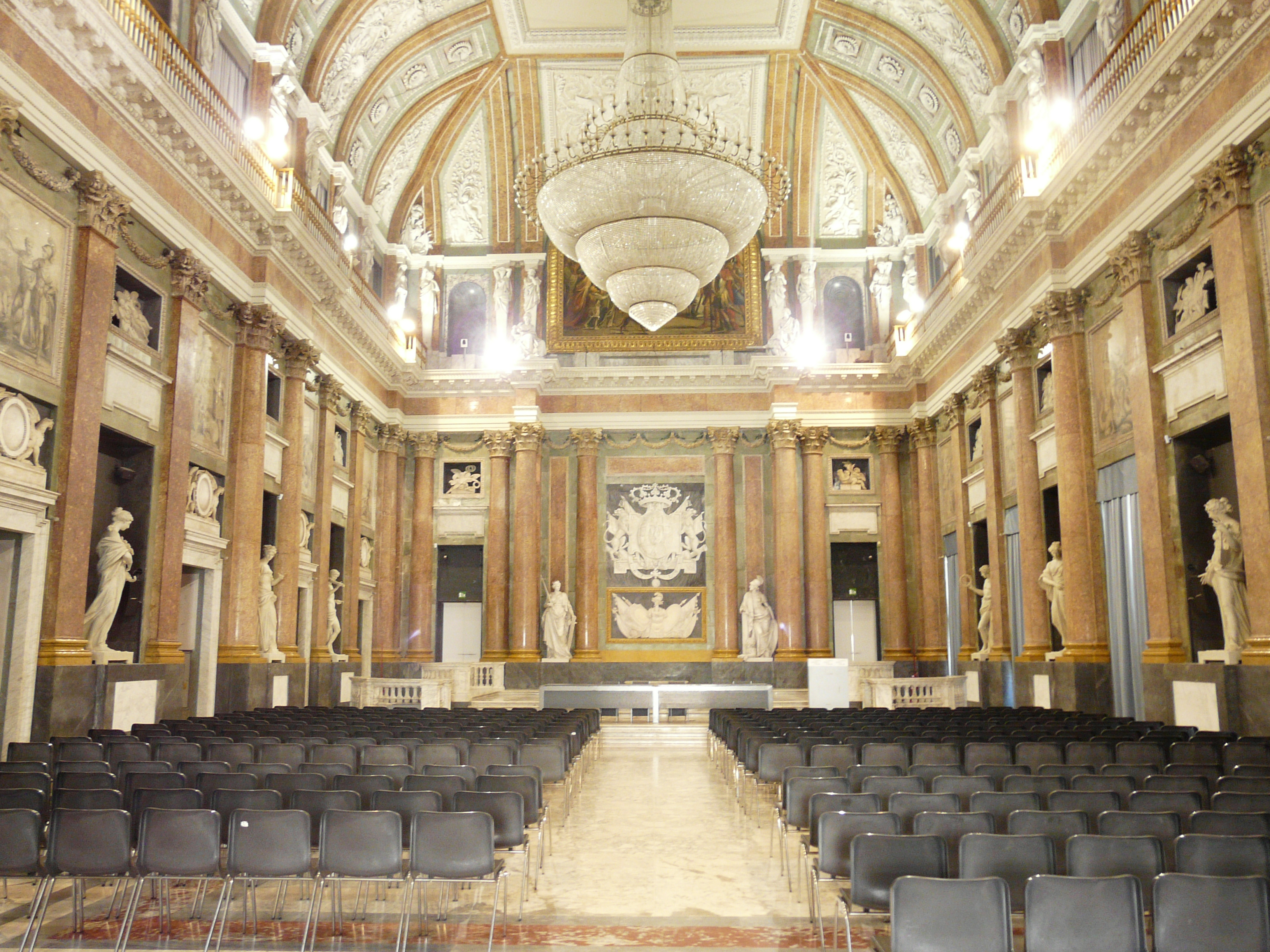
La sala del Maggior Consiglio dove avveniva l'elezione del doge

Nella storia della Repubblica di Genova si susseguiranno al potere dogale complessivamente 184 dogi: 45 nei mandati perpetui e 139 nei mandati biennali.
Il dogato consecutivo più lungo fu quello di Domenico Fregoso (circa 8 anni, dal 13 agosto 1370 al 17 giugno 1378), mentre tra i più brevi - di un giorno solo, se non di qualche ora - figurano i mandati di Antoniotto Adorno (1378), Federico da Pagana (1383), Pietro Fregoso (1393), Clemente Promontorio (1393) e Battista Fregoso (1437).
Tra i dogi che ricoprirono più volte la guida del dogato vi furono le figure di Antoniotto Adorno con i suoi quattro mandati, mentre Tomaso Fregoso, Lodovico Fregoso e Paolo Fregoso salirono al potere tre volte; quest'ultimo, inoltre, è ricordato nella storia genovese per il doppio ruolo che ebbe nella guida repubblicana e spirituale: doge, ma anche cardinale e arcivescovo di Genova. Con 13 esponenti fu la famiglia Fregoso la casata nobiliare che più volte guidò la repubblica, esclusivamente nella fase dei dogi con carica a vita (Quarta Repubblica).
Nel periodo tra la prima e la seconda dedizione genovese a Luigi XII di Francia, se pur per un breve periodo, dal 10 aprile al 27 aprile 1507, l'unico caso storico di un doge eletto dal popolo - e non dalla nobiltà - fu Paolo da Novi. Quest'ultimo, già capitano e tra i protagonisti dell'insurrezione popolare e della media borghesia contro la dominazione dei vari governatori e luogotenenti francesi a Genova, riuscì tuttavia a guidare un brevissimo dogato "popolare" a causa del ritorno dei Francesi (e della stessa nobiltà genovese), trovandovi pure la morte per una sentenza postuma di decapitazione: di fatto, il primo doge giustiziato.
Tra i dogi con carica biennale vi furono nel corso dei tre secoli (XVI-XVII-XVIII) casi di ricandidature, ad esempio quella dei già dogi Pietro Durazzo (biennio 1685-1687 e al secondo posto in altre due elezioni del 1693 e del 1697) o Cesare De Franchi Toso (doge nel 1721-1723 e in lizza nelle elezioni del 1734), una possibilità quella del doppio mandato non preclusa o vietata dalla riforma istituzionale del 1576, ma di fatto non attuata per dar un giusto e più "aristocratico cambio" nelle varie guide dogali tra le principali famiglie della nobiltà genovese. L'unico caso storico fu il doppio mandato di Giacomo Maria Brignole nel 1779-1781 e ancora nel 1795-1797; tra l'altro, fu pure l'ultimo doge a guidare la Repubblica di Genova per la caduta di essa dopo gli avvenimenti napoleonici di fine secolo.
Durante il dogato di Giovanni Francesco Brignole Sale (1635-1637) fu raggiunto un importante compromesso sui titoli dogali e sull'istituzione del doge stesso che veniva ora riconosciuto in ambito internazionale con la medesima dignità regale di altri sovrani e, quindi, con un rango maggiore di un "semplice" duca del Sacro Romano Impero. Con tali motivazioni la colonia genovese di Corsica venne riconosciuta come un "regno" della Repubblica di Genova, guidata ora esclusivamente da un "doge e re di Corsica". Tale appellativo, assunto proprio a partire dal dogato del Brignole Sale e per tutti i dogi successori, esclusivamente per il biennale mandato dogale, rimase fino al 1736 (per la proclamazione dell'indipendente e breve Regno di Corsica) e cessò definitivamente il 7 giugno 1746, durante il dogato di un altro esponente dei Brignole Sale, Giovanni Francesco, con il passaggio dell'ex colonia corsa tra i territori del Regno di Francia.
Anche nel 1797 la Repubblica Ligure, di fatto "stato fantoccio" del Primo Impero francese a cui fu annessa nel 1805, scelse la figura del doge quale massima carica dello stato: l'unico a ricoprire tale incarico istituzionale fu Girolamo Luigi Durazzo (figlio del doge di Genova Marcello Durazzo).

## Elezione dogale come lotteria
Dal 1576 (in piena fase di dogato biennale) venne poi adottato un sistema di elezione basato su di un doppio sorteggio: questo sistema darà lo spunto ai genovesi per gettare le basi del futuro gioco del lotto (che verrà poi adottato intorno al 1630); secondo un'antica tradizione, infatti, i Genovesi dell'epoca erano dediti alle scommesse e non si lasciarono scappare l'occasione di puntare, nella circostanza, sui numeri abbinati agli eletti ai Serenissimi Collegi.
La cronologia dei dogi succedutisi alla guida della Repubblica di Genova è contenuta negli atti della Società Ligure di Storia Patria.